# Daimler Dingo

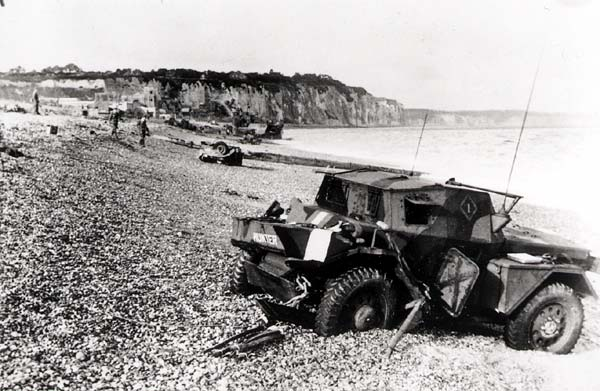
Dingo porzucony na plaży pod Dieppe

Daimler Dingo (Daimler Scout Car) – brytyjski samochód pancerny z okresu II wojny światowej.
Na początku 1938 roku War Office podjęło decyzję o wprowadzeniu na uzbrojenie British Army nowego rodzaju pojazdów pancernych. Miały to być lekkie, czterokołowe, bezwieżowe pojazdy pancerne przeznaczone do zadań rozpoznawczych. Zainteresowanie budową tego typu pojazdu wyraziły firmy Morris Commercial Cars Ltd., Alvis Ltd. i BSA Cycles Ltd. W sierpniu 1938 roku odbyły się testy prototypowych pojazdów skonstruowanych przez te firmy. Wszystkie miały podobne wymiary i masę, ale różniły się zastosowanymi rozwiązaniami.
W pierwszych próbach uczestniczyły pojazdy firm Alvis i Morris ponieważ prototyp firmy BSA nie został jeszcze ukończony. W próbach tych lepszy okazał się Alvis Scout Car. Prototyp firmy Morris miał kłopoty z uzyskaniem wymaganych osiągów oraz z chłodzeniem silnika. Został więc odesłany do producenta w celu dokonania koniecznych poprawek.
Drugie próby miały miejsce w marcu 1939 roku. Brały w nich udział wszystkie trzy wozy, w tym ukończony we wrześniu 1938 roku prototyp firmy BSA. Podczas prób Morris Scout Car ponownie okazał się najgorszy i z dalszego rozwoju tej konstrukcji zrezygnowano. Prototypy firm Alvis i BSA były udanymi konstrukcjami. Ostatecznie pomimo większej prędkości maksymalnej i przyspieszenia Alvisa wybrano prototyp firmy BSA, który miał niżej położony środek ciężkości. Było to ważne ponieważ War Office podjęło decyzje o wyposażeniu Scout Carów w pancerne dachy. Pierwsze zamówienie na 172 pojazdy seryjne zostało wystosowane przez War Office w maju 1939 roku. W tym samym roku BSA zostało przejęte przez koncern Daimler i w związku z tym otrzymał on oficjalną wojskową desygnatę Car, Scout, Daimler Mk I, ale bardziej popularną nazwą była Dingo. Produkcję seryjną pojazdu rozpoczęto w drugiej połowie 1939 roku, a pierwsze wyprodukowane egzemplarze trafiły do jednostek wchodzących w skład British Expeditionary Force. W następnych latach kolejne wersje Dingo były używane powszechnie jako pojazdy rozpoznawcze, pojazdy oficerów łącznikowych czy pojazdy osobiste dowódców jednostek.
Od 1942 roku Dingo były produkowane także przez firmę Humber. Zbliżone konstrukcyjnie pojazdy produkowano także w Kanadzie (Ford Canada Lynx) i we Włoszech (Lancia Lince).

## Wersje
- Mk I – pierwsza wersja seryjna wyposażona w zasuwany dach
  - Mk IA – wyposażona w dach dwuczęściowy, łamany, składany do tyłu
  - Mk IB – z udoskonalonym układem chłodzenia silnika (zmieniono kierunek obrotów wentylatora), nowy filtr powietrza i pokrywę silnika o zmienionym kształcie
- Mk II – w wersji tej zrezygnowano z kierowania wszystkimi kołami
- Mk III – od Mk II różni się brakiem składanego, pancernego dachu (zamiast niej stosowano brezentową opończę).

## Opis
Daimler Dingo był czterokołowym pojazdem pancernym przeznaczonym głównie do zadań rozpoznawczych. Pojazd posiadał pancerz spawany ze stalowych płyt. Pancerz czołowy miał grubość 30 mm, boczny i tylny 12 mm, dach 5 mm. W tylnej części pojazdu umieszczono silnik gaźnikowy Daimler o mocy 55 KM przy 4200 obr./min. Był to silnik o pojemności 2,5 l, w układzie V, chłodzony cieczą. Silnik napędzał wszystkie koła za pośrednictwem pięciobiegowej skrzyni biegów. Skrzynia była wyposażona w rewers dzięki czemu osiągi przy jeździe do przodu i do tyłu były identyczne. W wersji Mk I, Mk IA i Mk IB pojazd miał wszystkie koła skrętne. Po maksymalnym wychyleniu kół przednich zaczynały się wychylać koła tylne. W czasie jazdy do tyłu kierowane były koła tylne. W wersjach Mk II i Mk III ze sterowanych kół tylnych zrezygnowano.
Załogę pojazdu stanowiło dwóch żołnierzy. Pojazd był uzbrojony w rkm Bren i uzbrojenie załogi (kb Lee-Enfield lub pm Sten). Początkowo tylko część pojazdów była wyposażona w radiostacje Wireless Set No.11 (wersja Mk I) lub No.19 (wersja Mk II) i wozy z radiostacjami oznaczano dodatkowo literami W/T. Później w radiostacje wyposażono prawie wszystkie Dingo i z dodatkowego oznaczania wozów z radiostacjami zrezygnowano.